# Duale Karriere
Eine Duale Karriere ist eine aus zwei Einheiten bestehende Karriere.
Die Bezeichnung Duale Karriere wird häufig im Zusammenhang mit dem Spitzensport verwendet, da hier die sportliche Laufbahn nur in den seltensten Fällen als eine Versorgungschance angesehen wird und die Aktiven nach Ende ihrer Laufbahn einen anderen Beruf ergreifen müssen, für den sie in den meisten Fällen sehr lange nichts oder wenig getan haben.
Der Deutsche Olympische Sportbund bemüht sich mit Förderprogrammen eine duale Karriere der Kaderangehörigen zu begünstigen. Dies gelingt jedoch nur in wenigen Fällen, so dass ein Abbruch der nicht ausgeschöpften spitzensportlichen Laufbahn zu Gunsten der beruflichen Laufbahn noch immer den häufigsten Abbruchgrund für Spitzensportler darstellt. Die Verbindung von Spitzensport und beruflicher Karriere gelingt nicht in allen Staaten in gleicher Weise, vor allem Russland und die Staaten des früheren Ostblocks erschweren durch eine frühzeitige Spezialisierung auf ausschließlich Spitzensport eine solche duale Karriere.
Die zunehmende Anzahl der Studierenden unter den Olympiateilnehmern setzt eine enge Kooperation zwischen dem Allgemeiner Deutscher Hochschulsportverband, Deutschen Olympischen Sportbund und den Athleten voraus. Um eine solche Duale Karriere sicherzustellen, schließen immer mehr Olympiastützpunkte unmittelbar Kooperationsverträge mit einzelnen auch privaten Hochschulen ab.